# Ali Khaseif
Ali Khaseif Humad Khaseif Housani (Abu Dhabi, 9 giugno 1987) è un calciatore emiratino, portiere dell'Al Jazira e della Nazionale emiratina.

## Carriera

### Club
Ha giocato nella prima divisione emiratina.

### Nazionale
Ha partecipato ai Giochi Olimpici del 2012 ed a tre edizioni della Coppa d'Asia (2011, 2019 e 2023).

## Statistiche

### Cronologia presenze e reti in nazionale
| Cronologia completa delle presenze e delle reti in nazionale ― Emirati Arabi Uniti | Cronologia completa delle presenze e delle reti in nazionale ― Emirati Arabi Uniti | Cronologia completa delle presenze e delle reti in nazionale ― Emirati Arabi Uniti | Cronologia completa delle presenze e delle reti in nazionale ― Emirati Arabi Uniti | Cronologia completa delle presenze e delle reti in nazionale ― Emirati Arabi Uniti | Cronologia completa delle presenze e delle reti in nazionale ― Emirati Arabi Uniti | Cronologia completa delle presenze e delle reti in nazionale ― Emirati Arabi Uniti | Cronologia completa delle presenze e delle reti in nazionale ― Emirati Arabi Uniti |
| Data                                                                               | Città                                                                              | In casa                                                                            | Risultato                                                                          | Ospiti                                                                             | Competizione                                                                       | Reti                                                                               | Note                                                                               |
| ---------------------------------------------------------------------------------- | ---------------------------------------------------------------------------------- | ---------------------------------------------------------------------------------- | ---------------------------------------------------------------------------------- | ---------------------------------------------------------------------------------- | ---------------------------------------------------------------------------------- | ---------------------------------------------------------------------------------- | ---------------------------------------------------------------------------------- |
| 12-01-2021                                                                         | Dubai                                                                              | Emirati Arabi Uniti                                                                | 0 – 0                                                                              | Iraq                                                                               | Amichevole                                                                         | -                                                                                  |                                                                                    |
| 29-03-2021                                                                         | Dubai                                                                              | India                                                                              | 0 – 6                                                                              | Emirati Arabi Uniti                                                                | Amichevole                                                                         | -                                                                                  |                                                                                    |
| 07-10-2021                                                                         | Dubai                                                                              | Emirati Arabi Uniti                                                                | 0 – 1                                                                              | Iran                                                                               | Qual. Mondiali 2022                                                                | -1                                                                                 | cap.                                                                               |
| 12-10-2021                                                                         | Dubai                                                                              | Emirati Arabi Uniti                                                                | 2 – 2                                                                              | Iraq                                                                               | Qual. Mondiali 2022                                                                | -2                                                                                 | Cap.                                                                               |
| 11-11-2021                                                                         | Goyang                                                                             | Corea del Sud                                                                      | 1 – 0                                                                              | Emirati Arabi Uniti                                                                | Qual. Mondiali 2022                                                                | -1                                                                                 | Cap.                                                                               |
| 10-12-2021                                                                         | Al Khawr                                                                           | Qatar                                                                              | 5 – 0                                                                              | Emirati Arabi Uniti                                                                | Coppa araba FIFA 2021 - Quarti di finale                                           | -5                                                                                 | cap.                                                                               |
| Totale                                                                             |                                                                                    | Presenze                                                                           | 6                                                                                  |                                                                                    | Reti                                                                               | -9                                                                                 |                                                                                    |

## Palmarès

### Club

#### Competizioni nazionali
- Campionato emiratino: 3

Al-Jazira: 2010-2011, 2016-2017, 2020-2021
- UAE League Cup: 2

Al-Jazira: 2009-2010,  2024-2025
- Coppa del Presidente degli Emirati Arabi Uniti: 3

Al-Jazira: 2010-2011, 2011-2012, 2015-2016
- Supercoppa degli Emirati Arabi Uniti: 1

Al-Jazira: 2021

### Nazionale
- Giochi asiatici

2010
- Coppa delle nazioni del Golfo

2013